# Полтавский завод химического машиностроения
Полтавский завод химического машиностроения (укр. Полтавський завод хімiчного машинобудування) — промышленное предприятие в Киевском районе города Полтава.

## История

### 1964—1991
21 апреля 1964 года в Полтаве было начато строительство завода, который должен был стать крупнейшим в СССР предприятием по выпуску крупногабаритного эмалированного оборудования для химической промышленности. 27 февраля 1967 года завод был введён в эксплуатацию. Первые ёмкости были изготовлены в ноябре 1967 года, в 1968 году завод освоил серийное производство стальных эмалированных сборников ёмкостью 20 м³.
В апреле 1970 года за производственные достижения завод был внесён в Ленинскую юбилейную книгу трудовой славы.
В 1971 году завод стал головным предприятием производственного объединения «Полтавэмальхиммаш», в состав которого вошли также Фастовский машиностроительный завод «Красный Октябрь», а также специально созданный в 1964 году в Полтаве научно-исследовательский и конструкторско-технологический институт «Эмальхиммаш» (основными направлениями деятельности которого являлись разработка новых эмалевых защитных покрытий, разработка оборудования с неметаллическими защитными покрытиями, конструирование химического оборудования и совершенствование технологий его производства).
К марту 1974 года завод располагал полным производственным циклом, включая цех по приготовлению эмали.
В дальнейшем, завод впервые в СССР освоил серийное производство эмалированных вертикальных и горизонтальных сборников ёмкостью от 10 м³ до 50 м³ для пищевой, химической, медицинской, микробиологической и иных отраслей промышленности (в том числе, первого в СССР химического реактора объёмом 50 м³).
Только за первые 20 лет деятельности, с 1967 по 1987 год завод выпустил 11350 единиц крупногабаритного эмалированного оборудования объемом от 25 до 50 кубических метров для химической, пищевой, микробиологической и нефтяной промышленности.
По состоянию на начало 1989 года, предприятием было освоено производство около 500 видов нового (в том числе, нестандартного и уникального) оборудования. К этому времени завод являлся одним из ведущих предприятий в отрасли, всё серийно выпускаемое оборудование имело государственный знак качества (при этом 78,6 % выпускаемой продукции имели знак высшей категории качества, а почти 61 % соответствовал уровню мировых образцов), выпускаемая продукция поставлялась заказчикам в 100 городах СССР, а также в Болгарии, Польше, Румынии и ряде капиталистических государств.
На балансе предприятия находились объекты социальной инфраструктуры: малосемейное общежитие на 180 семей, два оздоровительных комплекса с саунами, база отдыха на реке Псел.

### После 1991
После провозглашения независимости Украины завод стал единственным производителем крупногабаритного эмалированного оборудования на территории Украины.
В 1994 году завод был преобразован в открытое акционерное общество.
В мае 1995 года Кабинет министров Украины принял решение о приватизации НИИэмальхиммаш, который был включён в перечень предприятий, подлежащих приватизации в течение 1995 года.
После смены собственников предприятия в 2004 году, собственниками завода было принято решение о перепрофилировании предприятия на выпуск железнодорожных вагонов. Чтобы сконцентрироваться на производстве цистерн для сжиженных углеводородных газов (модель 1519 весом 33 тонны), было решено провести техническую модернизацию производственных мощностей, на что было израсходовано 27 млн. гривен. В 2004—2005 годы завод практически не работал.
В 2006 году завод выпустил продукции на сумму 81 млн гривен. В 2007 году 95 % мощностей завода были переведены на производство вагонов, в результате в 2007 году завод существенно увеличил объёмы производства и выпустил 520 вагонов-цистерн четырёх различных типов общей стоимостью 235 млн гривен. В феврале 2008 года завод освоил производство грузовых вагонов для перевозки автомобилей длиной 24 метра, до конца марта 2008 года было выпущено 8 вагонов-автомобилевозов, но в дальнейшем начавшийся в 2008 году экономический кризис осложнил положение предприятия и в апреле 2008 года производство вагонов-автомобилевозов было прекращено. 2008 год завод закончил с чистой прибылью 30,113 млн гривен.
В 2009 году завод выпустил 324 вагона и завершил 2009 год с убытками в размере 54,779 млн гривен.
В начале 2010 года имело место перераспределение акций предприятия (компания «Азовобщемаш» сократила свою долю с 65,34 % до 35,34 % акций, а «Украинская промышленно-транспортная компания» увеличила свой пакет акций с 21,6 % до 31,11 % акций).
В 2010 году завод выпустил 763 вагона и завершил 2010 год с убытками в размере 12,614 млн гривен.
2011 год завод завершил с чистой прибылью 92,84 млн гривен.
По состоянию на начало 2014 года, завод входил в перечень ведущих промышленных предприятий Полтавы. В январе-сентябре 2014 года завод не изготавливал вагоны-цистерны в связи с отсутствием заказов на продукцию предприятия.